# Berger Mühle
Die Berger Mühle war eine Wassermühle am Broicher Bach in der Stadt Herzogenrath in der nordrhein-westfälischen Städteregion Aachen im Regierungsbezirk Köln.

## Geographie
Die Berger Mühle hatte ihren Standort Am Erlenbruch, im Herzogenrather Stadtteil Noppenberg in der Städteregion Aachen. Sie lag auf einer Höhe von ca. 117 m über NN. Oberhalb der Berger Mühle hatte die Römermühle ihren Standort, unterhalb war die Erckensmühle in Betrieb.

## Gewässer
Die Quellen vom Broicher Bach mit einer Höhe von 174 m über NN liegen heute in einem Regenrückhaltebecken zwischen den Straßen In der Dell und Holzweg im Stadtteil Linden-Neusen der Stadt Würselen. Der Bach mit einer Länge von 8,2 km fließt nach nördlichem Beginn in westlicher Richtung durch das Gebiet der Stadt Alsdorf und dann zur Stadt Herzogenrath. Im Straßenbereich An der Wurm/Apolloniastraße mündet der er in einer Höhe von 106 m über NN in die Wurm.

## Geschichte
Die Berger Mühle mit ihrem oberschlächtigen Wasserrad war eine Getreidemühle im Stadtteil Noppenberg. Sie wurde im 16./17. Jh. von Baron Blankart erbaut und war wohl dem Schloss Ottenfeld zugehörig. Der Broicher Bach führte hier so viel Wasser, dass nach einem Bericht aus dem Jahre 1822 von den vier Mahlgängen drei gleichzeitig arbeiten konnten. Die Mühle wurde 1935 stillgelegt und zu Wohnzwecken umgebaut. Der Noppenberger Heimatverein hätte gerne die verfallene Mühle als Standort übernommen und instand gesetzt, doch ein Privatmann machte das Rennen. Und so kam, was kommen musste. Das altvertraute Erscheinungsbild des Mühlenhofes verschwand 1996 von der Bildfläche. Heute erinnert ein Findling an die einst so fleißige Mühle.

## Galerie

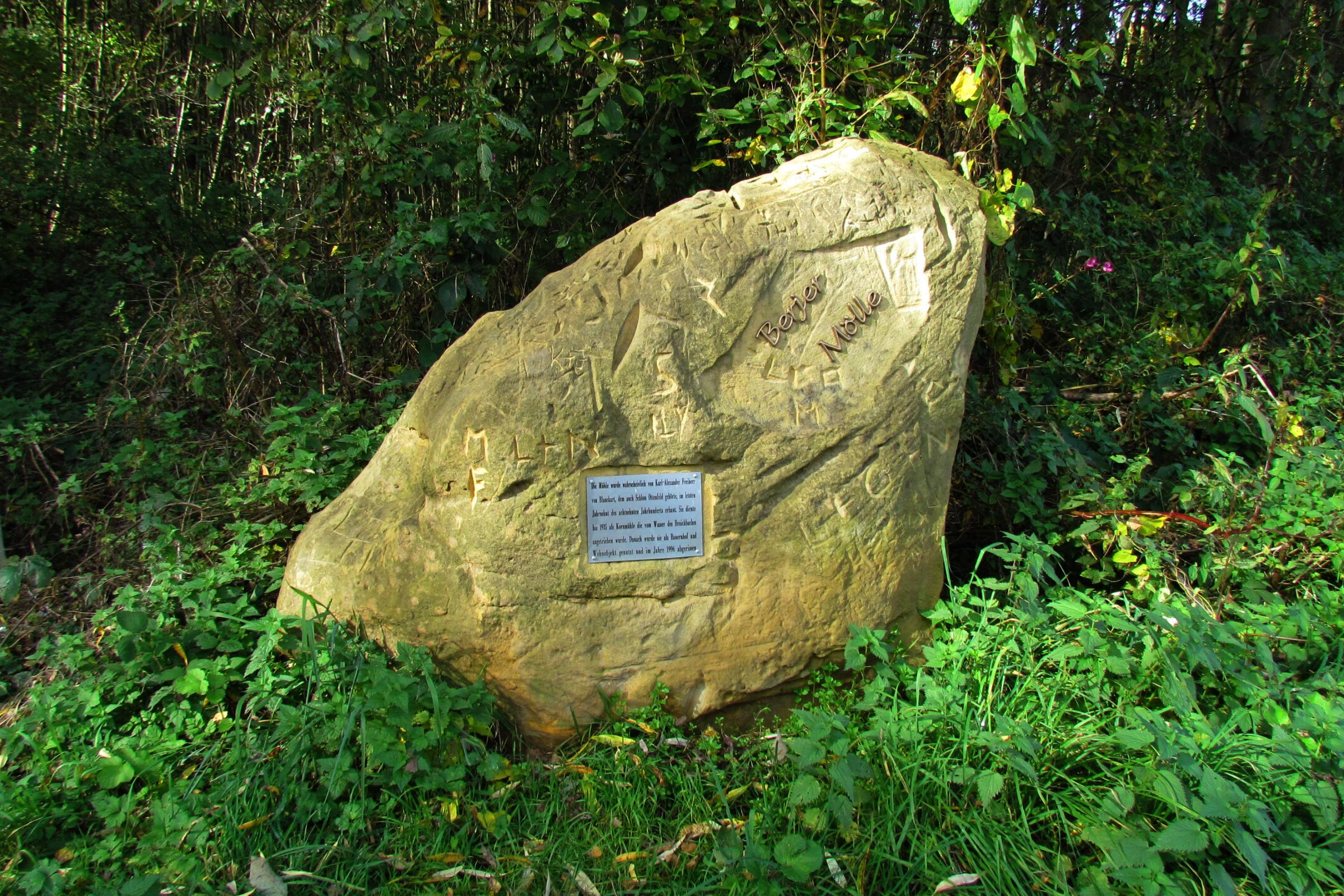
Dieser Gedenkstein erinnert an die Berger Mühle
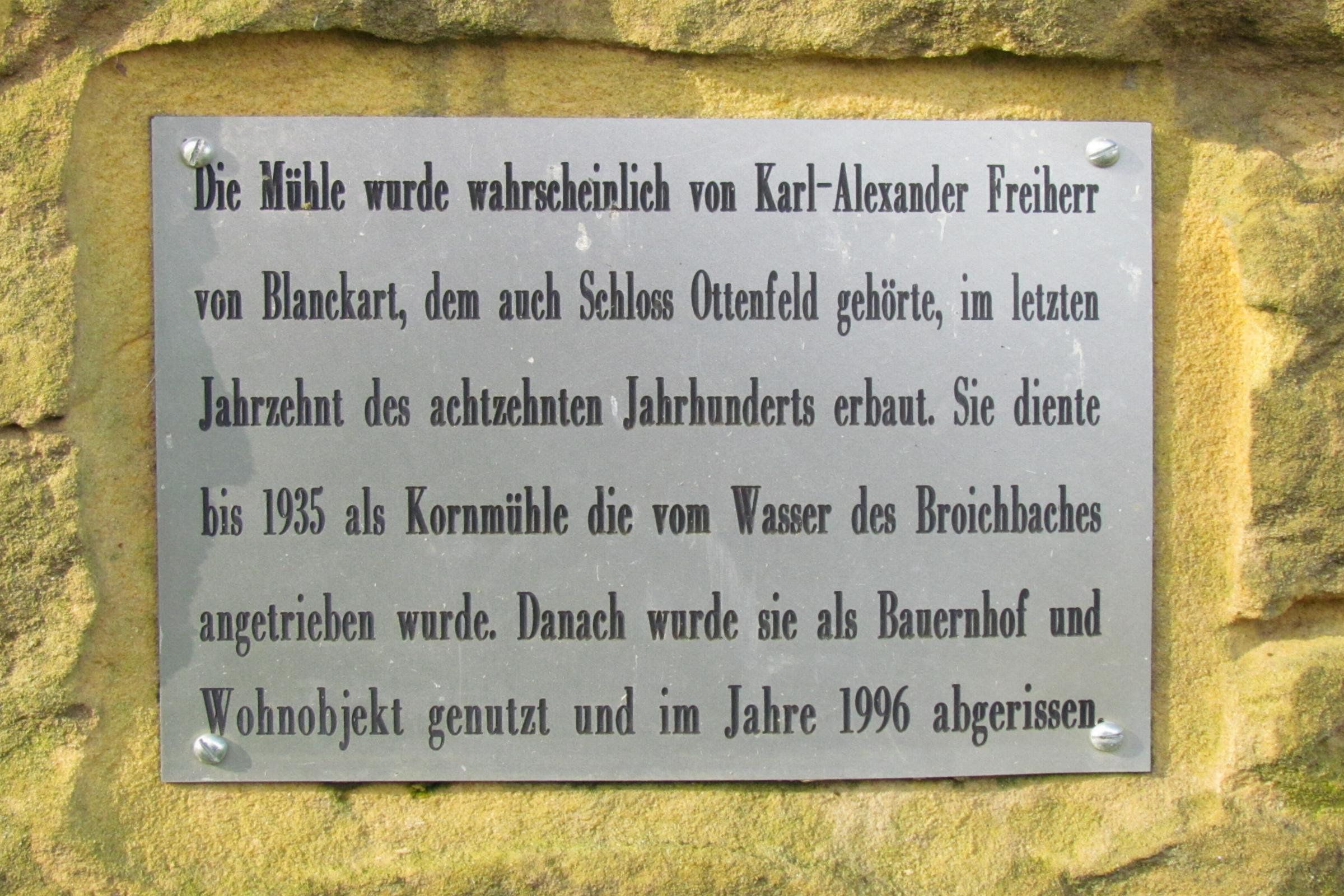
Infotafel über die Berger Mühle
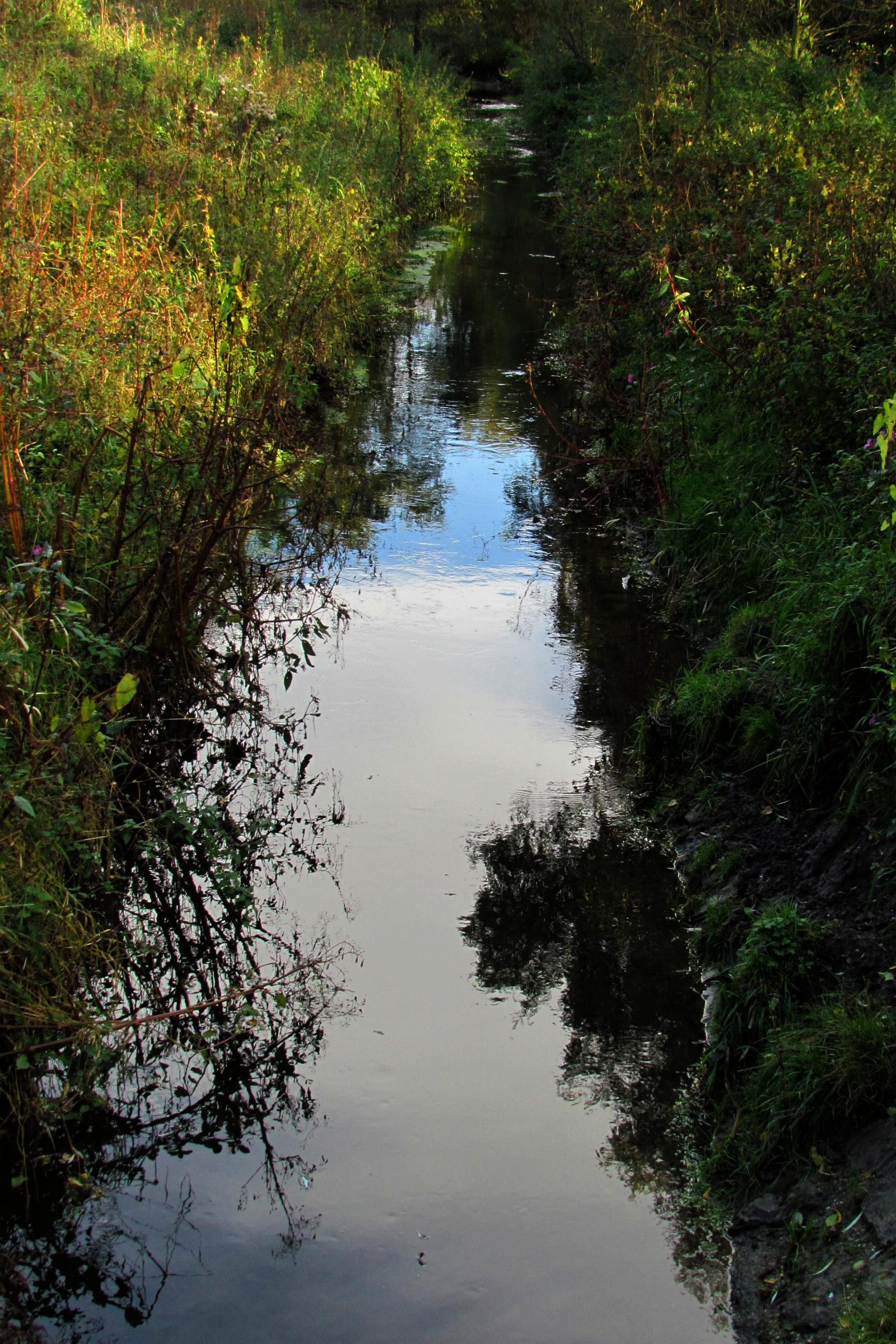
Der Broicher Bach am Gedenkstein Berger Mühle
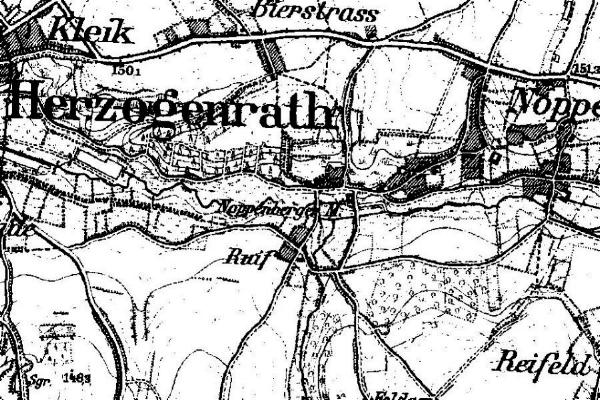
Moppenberger Mühle (Berger Mühle) in der Neuaufnahme 1894
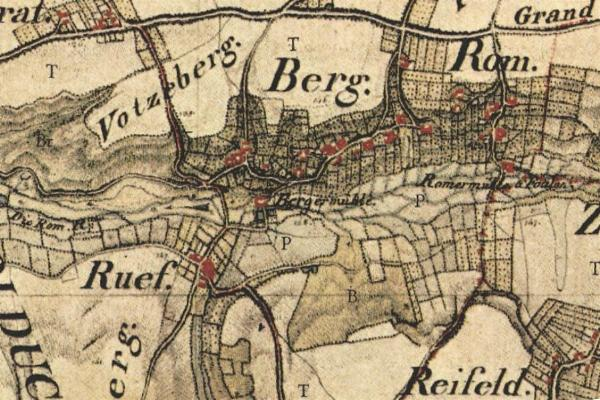
Berger Mühle in der Tranchotkarte 1805

→ Siehe auch Liste von Mühlen an der Wurm und ihren Zuflüssen